# Matthias Bader
Matthias Bader (* 17. Juni 1997 in Pforzheim) ist ein deutscher Fußballspieler. Der Defensivspieler steht derzeit beim SV Darmstadt 98 unter Vertrag und ist ehemaliger Nachwuchsnationalspieler.

## Karriere

### Verein
Bader durchlief die U-17 und die U-19 des Karlsruher SC, bevor er am 2. Oktober 2014 einen Profivertrag unterzeichnete und fortan mit den Profis trainierte. Er kam aber zunächst weiterhin in der Jugend zum Einsatz.
Zur Saison 2016/17 rückte Bader in den Profikader auf. Am 7. August 2016, dem 1. Spieltag der Saison 2016/17, debütierte Bader in der 2. Bundesliga, als er in der 86. Spielminute für Manuel Torres eingewechselt wurde. Beim 1:1-Unentschieden gegen den VfL Bochum am folgenden Spieltag stand Bader erstmals für den gesperrten Ylli Sallahi in der Startelf. Im Laufe der Saison konnte er sich auf der Position des rechten Verteidigers etablieren; gleichwohl stieg er am Ende dieser Saison mit dem KSC als Tabellenletzter in die 3. Liga ab. Dort war er auf der rechten Abwehrseite gesetzt und absolvierte 29 Spiele. Am Ende scheiterte er mit dem KSC in der Aufstiegsrelegation am FC Erzgebirge Aue.
Zur Saison 2018/19 wechselte Bader in die 2. Bundesliga zum 1. FC Köln. Er unterschrieb beim Bundesliga-Absteiger einen Vertrag mit einer Laufzeit bis zum 30. Juni 2021. Zu Saisonbeginn fiel er zunächst mit einer Hüftverletzung aus, konnte sich aber auch nach seiner Genesung nicht durchsetzen. Letztlich absolvierte er nur vier Ligaspiele für Köln und stand zum Saisonende zumeist nichtmals mehr im Kader. Dennoch war er Teil der Kölner Aufstiegsmannschaft. Trainer Achim Beierlorzer wechselte ihn in der folgenden Bundesligasaison am 5. Spieltag bei der 0:4-Niederlage gegen den FC Bayern München für Marco Höger ein, sodass Bader sein Bundesligadebüt feiern konnte.
Nach sechs Pflichtspielen für die erste und fünf für die zweite Mannschaft Kölns wechselte der Defensivspieler Ende Januar 2020 zum SV Darmstadt 98 in die 2. Bundesliga. Am 7. Februar 2020 gab er beim 2:3-Auswärtssieg gegen Dynamo Dresden sein Debüt für die Südhessen. In seiner ersten halben Saison kam er auf zwölf Einsätze und ein Tor. Nachdem Markus Anfang die Mannschaft von Dimitrios Grammozis übernommen hatte, kam er in der Saison 2020/21 auf siebzehn Ligaeinsätze. Die Mannschaft erreichte in der Liga Platz 7. Am 16. November 2021 verlängerte er seinen auslaufenden Vertrag bis Juni 2025. Die Saison 2021/22 unter Torsten Lieberknecht schloss er mit der Mannschaft auf dem vierten Platz in der zweiten Liga ab, wobei er in 30 Ligaspielen mit einem Tor und neun Vorlagen einen erheblichen Beitrag zu dieser Platzierung leistete.

### Nationalmannschaft
Zudem ist Bader mehrfacher deutscher U-Nationalspieler. Mit der deutschen U17 spielte er bei der U-17-EM 2014 in den Spielen gegen die Schweiz und Portugal, scheiterte mit Deutschland aber in der Gruppenphase. Zuletzt war Bader deutscher U-20-Nationalspieler. Mit dieser Mannschaft nahm er 2017 an der U-20-Weltmeisterschaft teil, bei der Deutschland im Achtelfinale mit 3:4 n. V. an Sambia scheiterte. Bader stand in drei von vier absolvierten Partien auf dem Platz.

## Erfolge
1. FC Köln
- Deutscher Zweitliga-Meister: 2018/19